# Witold Jerzy Molicki
Witold Jerzy Molicki (ur. 23 kwietnia 1930 w Dąbrowie Górniczej, zm. 3 października 2013 we Wrocławiu) – polski architekt.

## Życiorys
Urodził się 23 kwietnia 1930 roku w Dąbrowie Górniczej. Na Wydziale Architektury Politechniki Wrocławskiej uzyskał magisterium, doktorat i habilitację. Pracował jako projektant w pracowni w Miastoprojekcie we Wrocławiu (1959−1995) oraz wykładowca na Wydziale Architektury Politechniki Poznańskiej (1973−1984) i Akademii Sztuk Pięknych we Wrocławiu (1972−1978 i 1993−2009).
Zaprojektował wrocławskie osiedla: Szczepin, Popowice, Osiedle Przyjaźni, Osiedle spółdzielni „Budowlani” i kościół Chrystusa Króla. Angażował się w działalność środowiska architektonicznego, współpracował przy organizacji wystaw w Muzeum Architektury i udzielał się w Duszpasterstwie Środowisk Twórczych we Wrocławiu.
Został odznaczony m.in. Krzyżem Kawalerskim Orderu Odrodzenia Polski, Złotą Odznaką Zasłużony dla Ministerstwa Budownictwa oraz Brązową, Srebrną i Złotą Odznaką Stowarzyszenia Architektów Polskich i Nagrodą im. św. Brata Alberta Adama Chmielowskiego.
Mąż architektki Marii Molickiej.
Zmarł 3 października 2013 roku.

## Galeria

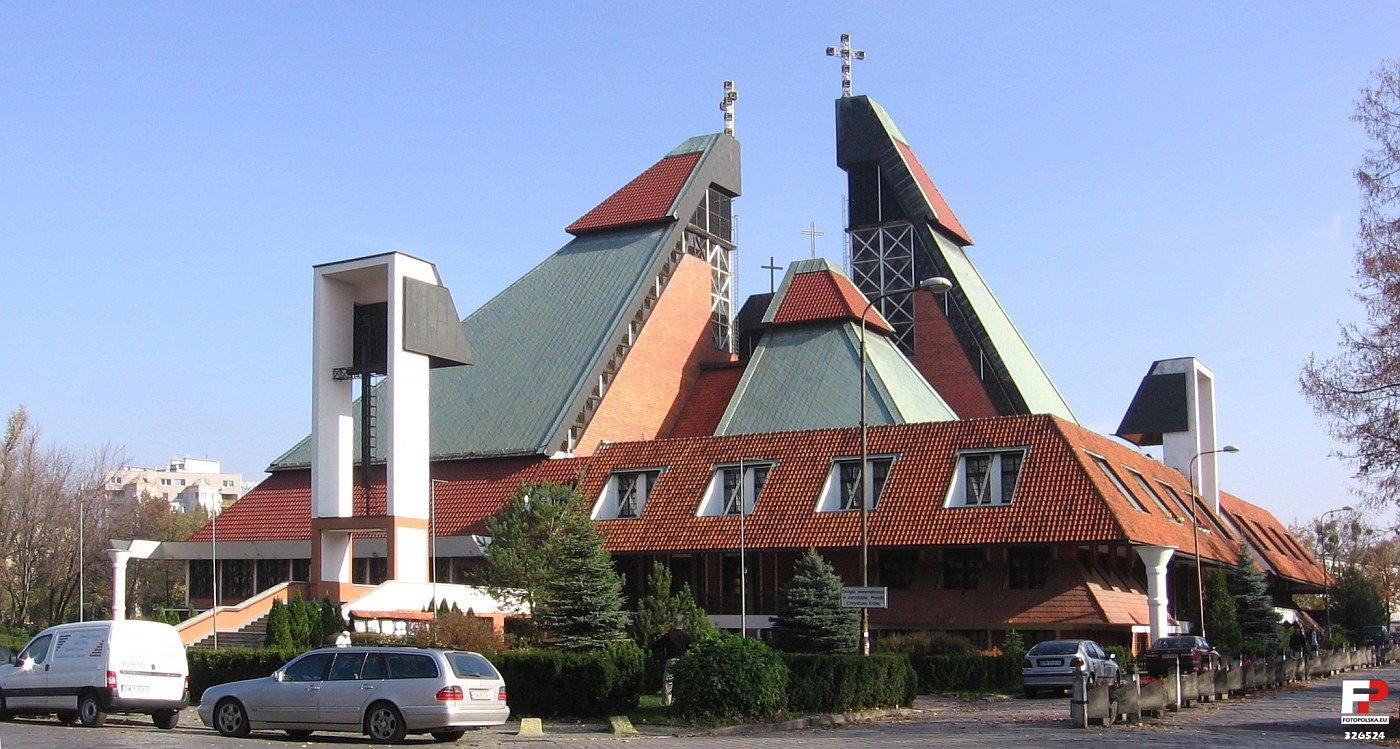
Kościół Chrystusa Króla, Wrocław
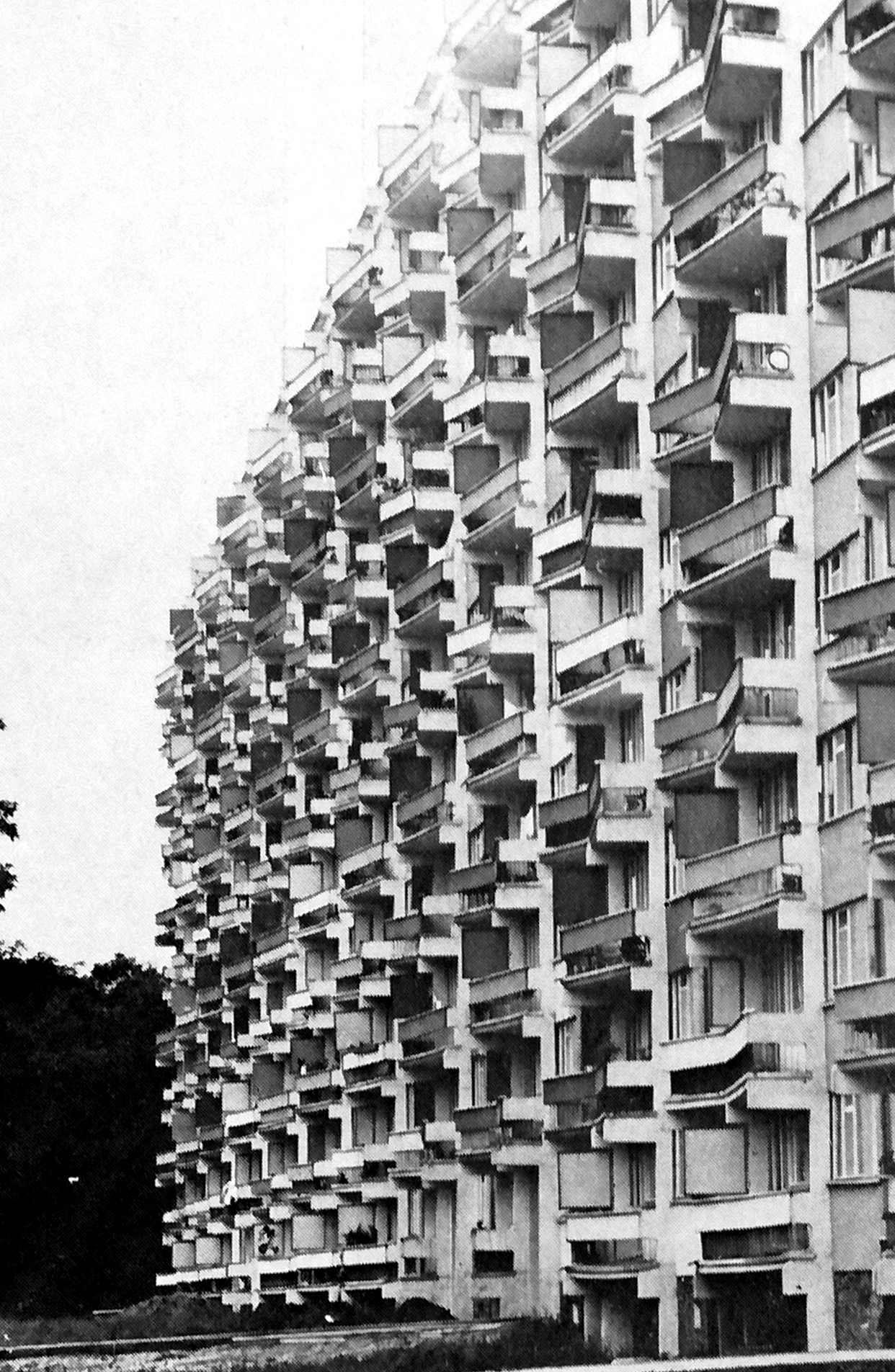
Bloki z wielkiej płyty na osiedlu Popowice we Wrocławiu, lata 70.
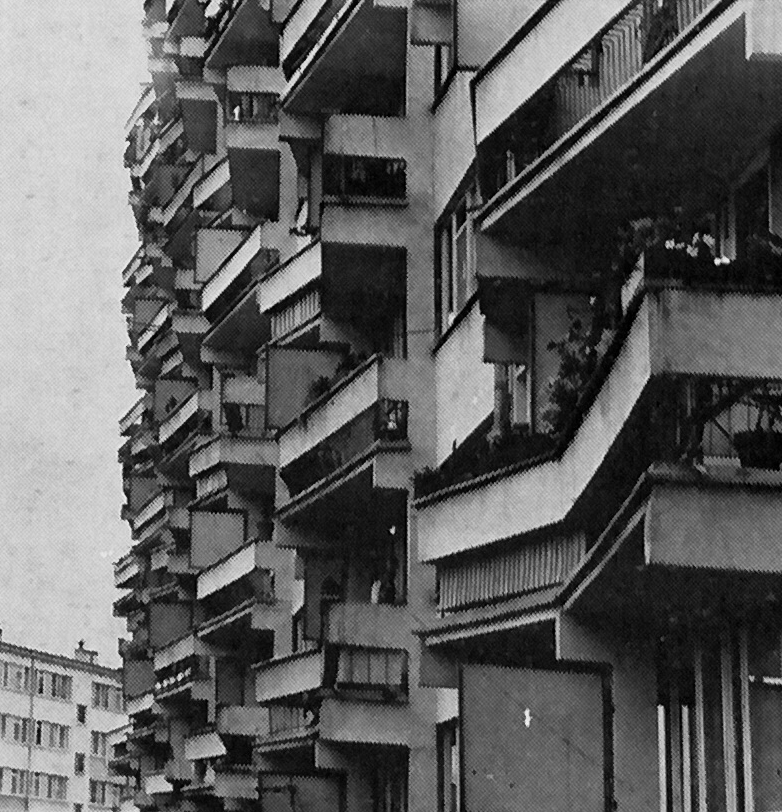
Zbliżenie na charakterystyczne balkony na Popowicach
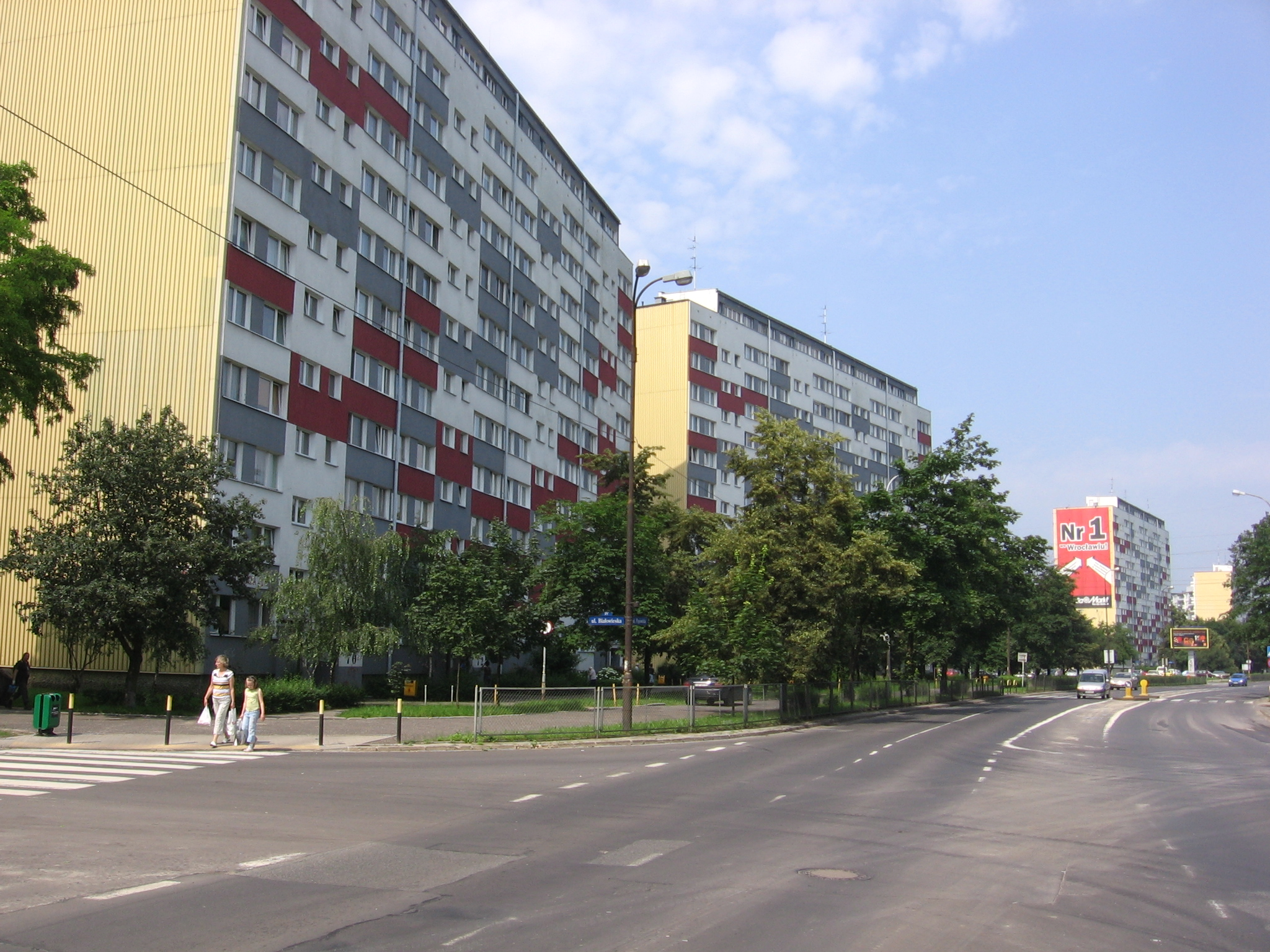
Stan bloków przy ul. Popowickiej w 2009